# Псаммит
Псаммит (др.-греч. Ψαμμίτης) или Исчисление песчинок — работа древнегреческого учёного Архимеда, в которой он пытается определить верхнюю грань числа песчинок, которые занимает в своём объёме Вселенная. С этой целью он пробует вычислить размер Вселенной, основываясь на астрономических представлениях того времени, а также предлагает способ наименования очень больших чисел. Работа представляла собой письмо тирану Сиракуз Гелону.

## Наименование больших чисел
Во времена Архимеда числовая система могла описывать числа вплоть до мириады (10 000), а также, используя эти числа для перечисления мириад, можно расширить эту систему для наименования чисел вплоть до мириад мириад (108). Архимед назвал числа до 108 «первыми числами», а 108 назвал «единицей вторых чисел». Умножения этой единицы на числа до мириады мириад порождают «вторые числа» вплоть до 108·108 = 1016. Число 1016 стало «единицей третьих чисел», которая таким же образом порождала третьи числа. Продолжая аналогичные рассуждения, Архимед дошёл до мириадо-мириадных чисел, то есть до {\displaystyle (10^{8})^{(10^{8})}=10^{8\cdot 10^{8}}}. После этого Архимед назвал все приведённые числа «числами первого периода», а последнее {\displaystyle 10^{8\cdot 10^{8}}} назвал «единицей второго периода». После этого он построил числа второго периода, умножая эту единицу на числа первого периода. Продолжая таким образом построения, Архимед пришёл к числам мириадо-мириадного периода. Самым большим числом, названным Архимедом, стало последнее число этого периода:
{\displaystyle {\Big (}(10^{8})^{(10^{8})}{\Big )}^{(10^{8})}=10^{8\cdot 10^{16}}.}
Приведённая Архимедом система стала в некотором смысле первой в истории Старого Света позиционной системой счисления, имевшей при этом основание 108.
Стоит заметить, что в то время греки пользовались системой записи чисел, употребляя для обозначения чисел различные буквы алфавита.
Также Архимед привёл и доказал закон сложения показателей степени {\displaystyle 10^{a}\cdot 10^{b}=10^{a+b}}.

## Вычисление размеров Вселенной
Чтобы определить число песчинок, помещающихся во Вселенной, Архимеду нужно было вычислить её размеры. Для этого он использовал гелиоцентрическую модель мира Аристарха Самосского. Работа самого Аристарха была утеряна, и Псаммит является одним из немногих произведений, ссылающихся на эту теорию. Архимед отмечает, что Аристарх не указал, насколько далеко звёзды находятся от Земли. 
Сам Архимед сделал предположение, что Вселенная сферическая (заключенная в «сферу удалённых звёзд»), и отношение диаметра Вселенной к диаметру орбиты Земли вокруг Солнца равно отношению диаметра орбиты Земли вокруг Солнца к диаметру Земли. Для вычисления верхней границы размера Вселенной Архимед специально завышал свои оценки. Он предположил, что длина земной окружности не более 300 мириад стадий (около 500 000 км), хотя он и указывает, что некоторые учёные получили результат в 30 мириад стадий. Также Архимед предположил, что Луна не больше Земли, а Солнце не более, чем в тридцать раз больше Луны, причём он указывает, что Евдокс Книдский и Фидий (при некоторых прочтениях отец Архимеда) приводили оценку в 9 и 12 раз соответственно (в действительности диаметр Солнца в 109 раз больше диаметра Земли и в 400 раз больше диаметра Луны).
Для измерения углового диаметра Солнца (то есть угла, который занимает Солнце на окружности небесной сферы) Архимед проводил эксперимент, выполнявшийся на рассвете, когда свет достаточно слаб, чтобы можно было смотреть прямо на Солнце. Для этого он прикреплял к концу линейки небольшой цилиндр и отдалял его так, чтобы он как раз закрывал собою Солнце. При расчётах Архимед учитывал размер зрачка и делал специальные измерения для того, чтобы найти его. В результате измерений было получено, что угловой диаметр Солнца больше 1/200 части прямого угла. Из этого измерения Архимед показывает, что диаметр Солнца больше стороны вписанного в небесную сферу тысячеугольника. При этом он впервые в истории рассматривает параллакс, замечая различие между наблюдениями Солнца из центра Земли и с её поверхности на восходе.
Из полученных предпосылок Архимед подсчитал, что диаметр Вселенной не более 1014 стадий (около двух световых лет). Также он предположил, что в объёме макового зёрнышка помещается не более мириады песчинок, а диаметр макового зёрнышка не менее сороковой части дюйма. В итоге Архимед показал, что Вселенная может содержать в себе не более 1063 песчинок. Для сравнения — современная оценка числа элементарных частиц в известной нам части Вселенной составляет от 1079 до 1081, что по порядку величины как раз соответствует числу элементарных частиц в 1063 песчинках массой 1 микрограмм.